# تارانت
تارانت (بالألمانية: Tharandt) هي قرية و بلدة ألمانية تقع في ألمانيا في سويسرا السكسونية-جبال الخام الشرقية ‏. يقدر عدد سكانها بـ 5,601 نسمة .

## المدن التوأمة
مدن بلوابويرن، خب (التشيك) و Poděbrady هي مدن توأمة لـتارانت.